# Yves Velter
Yves Velter (Oostende, 1967) Is een Belgisch beeldend kunstenaar die leeft en werkt in Oostende.

## Loopbaan
Voor de kunstschilder en beeldhouwer Velter is het motto: kunst maken, is op de eerste plaats zoeken. Zijn vroegste creaties uit de periode 1992 - 1997 zijn nog gekenmerkt door geabstraheerde wetenschappelijke en technische tekeningen waarbij het accent ligt op een experimenteel onderzoek van materie, vorm, kleur en beweging.
Vanaf 1997 verandert zijn werk en beeldt Velter steeds meer menselijke figuren af. Velter raakte gefascineerd door bijna onoplosbare vraagstukken en richtte zich op beschouwende vragen en de psychische problematiek die daarmee samenhangt. Daarom koos hij de titel Serendipity (serendipiteit) voor zijn eerste solotentoonstelling in 1997 in het Museum voor Schone Kunsten in Oostende.

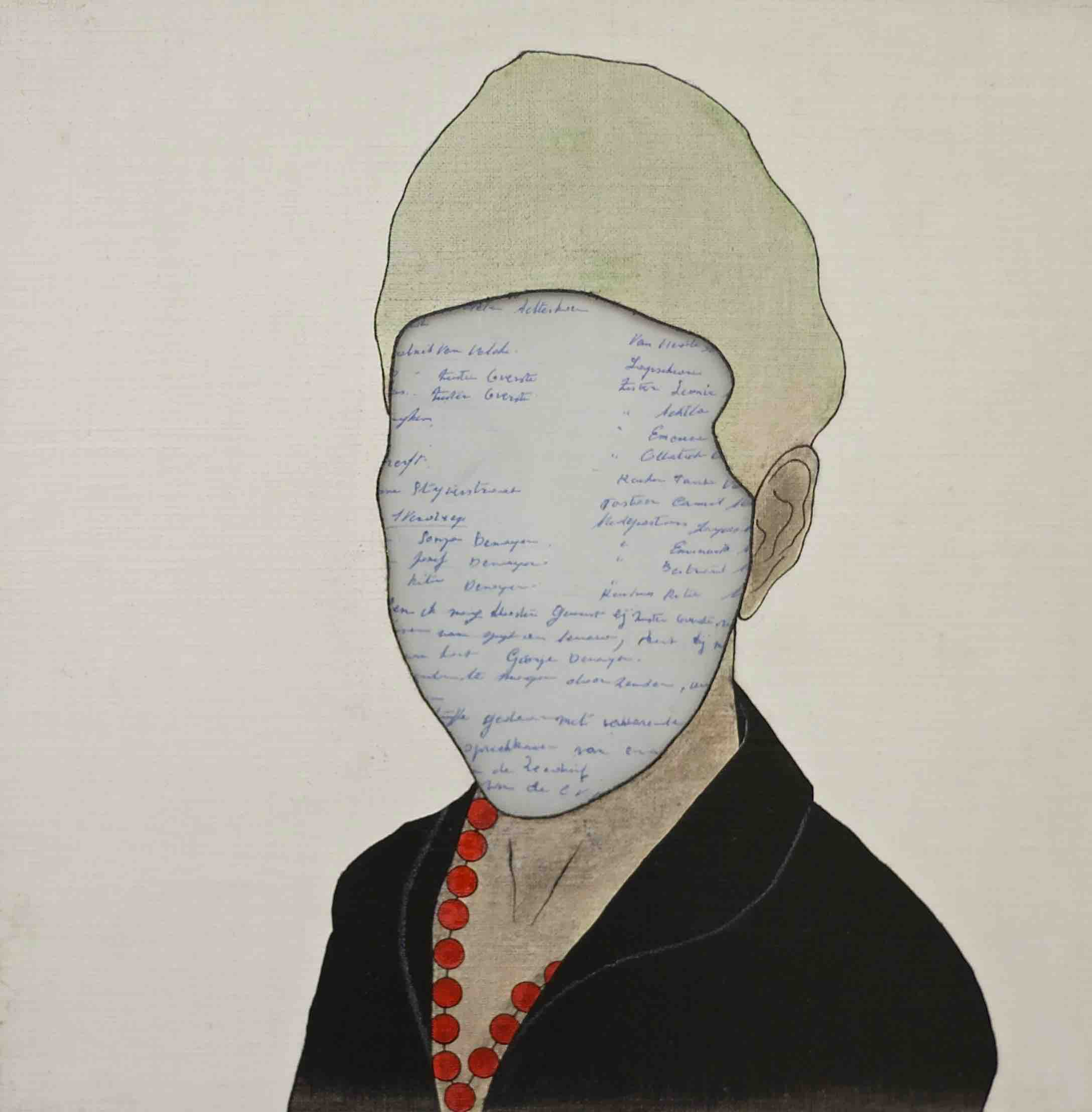
Simone de Beauvoir Act I (2017)

In het begin van 1999 komt de kunstenaar in contact met de brieven uit de nalatenschap van zijn groottante die door haar beperkingen, vermoedelijk vanwege autisme, in een eigen leefwereld functioneerde. Haar handgeschreven, moeilijk leesbare teksten worden voor de kunstenaar een metafoor voor het vermogen en het onvermogen van mensen om over hun gevoelens te communiceren.
In zijn schilderijen verwerkt Velter fragmenten uit deze brieven in de ogen of in het volledige gelaat van zijn menselijke figuren die vaak enkel met hun lichaamscontouren aangeduid worden. Steeds meer gaat de kunstenaar andere elementen met een voor hem symbolische waarde in zijn creaties verwerken. Zo voegt hij rode stippen, sleutels, aarde uit de tuin van zijn ouders, spiegels, gaatjeskarton, gipsen oren en led-licht toe.
In 2006 ontwierp Velter in opdracht van de provincie West-Vlaanderen het werk Presence. Het is een sculptuur van een mannelijke figuur bestaande uit duizenden rood geschilderde loden bolletjes vastgemaakt aan inox draden in een glazen vitrinekast. De rode bolletjes staan symbool voor angst en verlangen. Dit werk staat opgesteld in de achtertuin van het park aan het Provinciaal Administratief Centrum Boeverbos in Sint-Andries Brugge. Verscheidene kunstwerken van Velter maken ook deel uit van particuliere en openbare collecties in binnen- en buitenland.
Naast zijn werk als kunstenaar beheert hij samen met zijn partner Els Wuyts sinds 2007 het initiatief Salon Blanc in hun huis in Oostende.Hier nodigen ze geregeld kunstenaars uit om hun werk in een ongedwongen huiselijke setting te presenteren. Het zijn eendaagse tentoonstellingen voor een breed publiek.

## Individuele tentoonstellingen (selectie)
- Serendipity (curator Norbert Hostyn), Museum voor Schone kunsten, Oostende (1997)[14]
- Fremdkörper, De Gele Zaal, Gent (1999)
- Private language, Z33, Hasselt (2001)
- U.F.O., Yves Velter/Philip Aguirre, Untitled Foundation, Oostende (2002)
- Imponderabilia, Galerie Denise Van de Velde, Aalst (2003)
- The whisper, Galerie Radical House, Zug (2005)
- Yves Velter, Galerie Pascal Polar, Knokke (2009)
- Taking the air out of the room (curator Christophe Floré), Secondroom, Antwerpen (2010)
- As human as it gets, Freeman Gallery, Aardenburg (2015)
- L’Oubli extatique, Yves Velter/ Stief Desmet, The White House, Lovenjoel (2015)
- Beïnvloeiingen, CCHA, Hasselt (2017)
- Beïnvloeiingen, De Garage, Mechelen (2018)
- Soul Contractions, De Paardenstallen, Kortrijk (2019)
- Where the forgotten is stored, Black Swan Gallery, Brugge (2019)[15][16]
- The stage, Galerie Art Dewael 15, Antwerpen (2020)
- Predicting the past #2, Benjamin Moravec/ Yves Velter, Studio Alcazar, Oostende (2020)
- Mirror touch, Dewael 15 Gallery, Antwerpen (2022)

## Groepstentoonstellingen (selectie)
- Free Space, NICC, Antwerpen (19
- Art without prescription, Universitair Ziekenhuis Antwerpen, Antwerpen (2004)
- Heilige Geest (curator Peter Morrens), Voorkamer, Lier (2006)
- PPP Mars-Vlaggenproject (curator Phillip Van den Bossche), Mu.ZEE en strand, Oostende (2010)
- Uit het geheugen (curator Patrick Allegaert), IPSOC i.s.m. Museum Dr. Guislain, Kortrijk (2010)
- Watou Kunstenfestival, Tussen taal en beeld (curator Jan Moeyaert), Blauwhuys, Watou (2011)
- La part des anges (curatoren Reniere en Depla), Villa de Olmen, Wieze (2011)
- Ernest Albert Schilderkunstprijs, CC Mechelen, Mechelen (2012)
- Gevaarlijk jong (curator Patrick Allegaert), KATHO-Kortrijk i.s.m. Museum Dr. Guislain, Kortrijk (2012)
- Poetic/Organic (curator Els Wuyts), Salon Blanc, Oostende (2013)
- Vrouwenkuren (curator Patrick Allegaert), IPSOC i.s.m. Museum Dr. Guislain, Kortrijk (2013)
- Cuesta (curator Frederik Van Laere), College, Tielt (2014)
- Health, something of value (curator Sven Vanderstichelen), Nationale Bank, Brussel (2014)
- Watou Kunstenfestival, In de luwte van de tussentijd (curator Jan Moeyaert), Watou (2015)
- Watou Kunstenfestival, Over de kracht van mededogen (curator Jan Moeyaert), Watou (2016)
- De zindering van de zee (curator Joanna De Vos), De Mesdagcollectie, Den Haag (Nederland) (2018)
- Art & Diplomatie,(curator: Ilse Dauwe), Egmontpaleis, Brussel (2019)
- Melancholy, poetry of the mind, Adornesdomein (curator Joannes Késenne), Brugge (2022)
- L’ enfer c’ est le manque des autres, Black Swan Gallery, Brugge (2022)
- Alma, La Roseraie, (curator Lieven Decabooter), Wevelgem (2022)
- Stille Levens Venitiaanse Gaanderijen (curator Koen Broucke), Oostende (2023)
- Nasi per l’Arte, Palazzo Merulana,(curator Joanna De Vos, co-curated with Melania Rossi), Rome (Italië) (2023)

## Werk in publieke collecties
- CC de Wissel, Zwevegem
- Gemeentehuis, Zwevegem

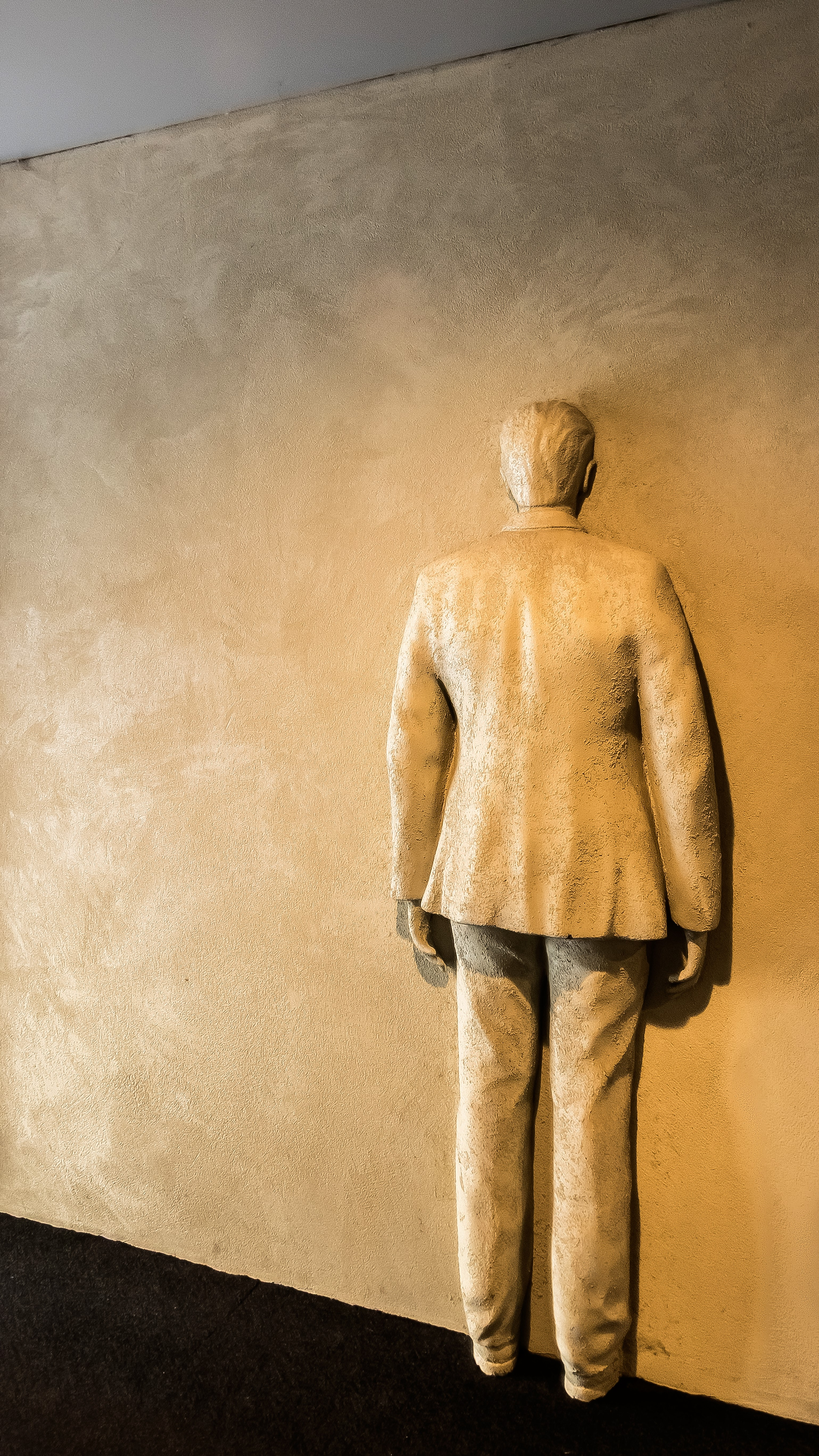
Supplément D'Ame' Gent, Zebrastraat

- Mu.ZEE, Kunstmuseum aan zee Collectie van de Stad Oostende, Oostende
- Provincie West-Vlaanderen, Provinciehuis Boeverbos, Brugge
- Universitair Ziekenhuis Antwerpen, Antwerpen
- OCMW Brugge, De Notelaar, Brugge
- Stad Oostende, Filip Van Maestrichtplein, Oostende
- CC Gasthoven, Aarschot
- World Customs Organisation, Brussel
- Stadhuis, Oostende
- Hogeschool KATHO-IPSOC, Kortrijk
- Zebrastraat, Gent[17]
- FOD Financiën, Brussel
- De Europese Raad, Brussel
- SONS Museum, Kruishoutem
- Daikin, Tokio (Japan)

## Galerij

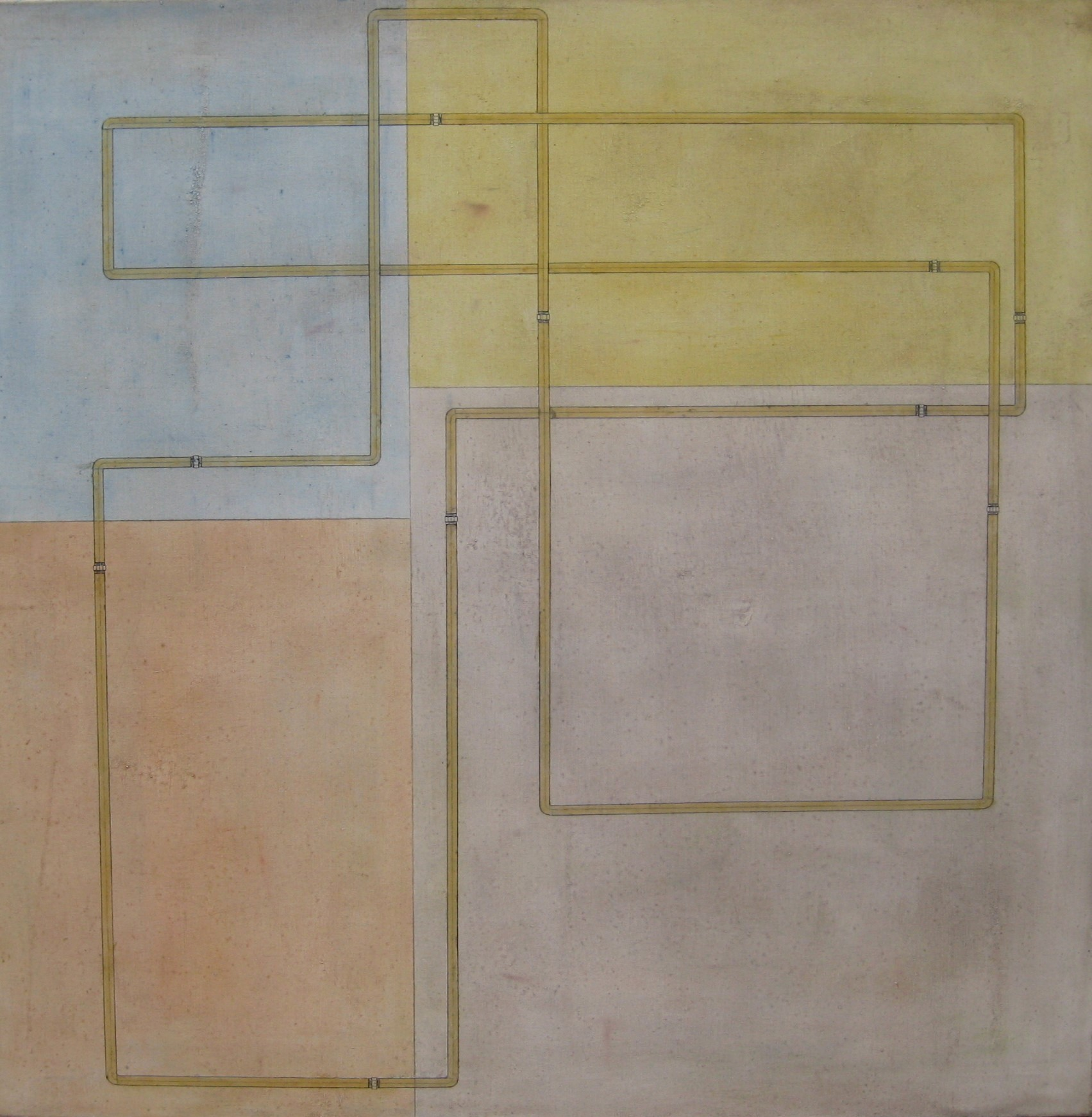
Gezichten privécollectie (1997)
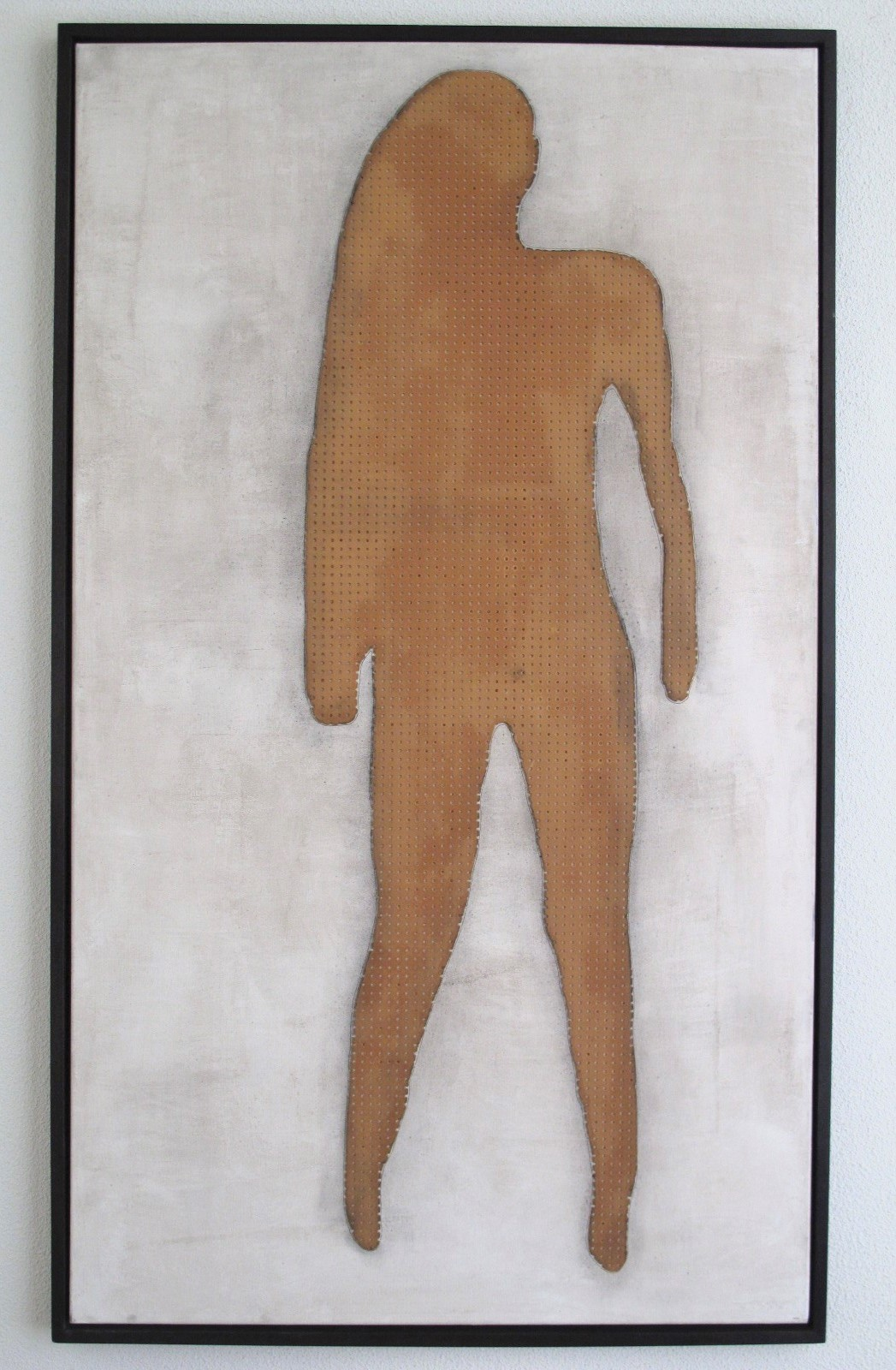
Performing body, collectie MuZee Oostende (1999)
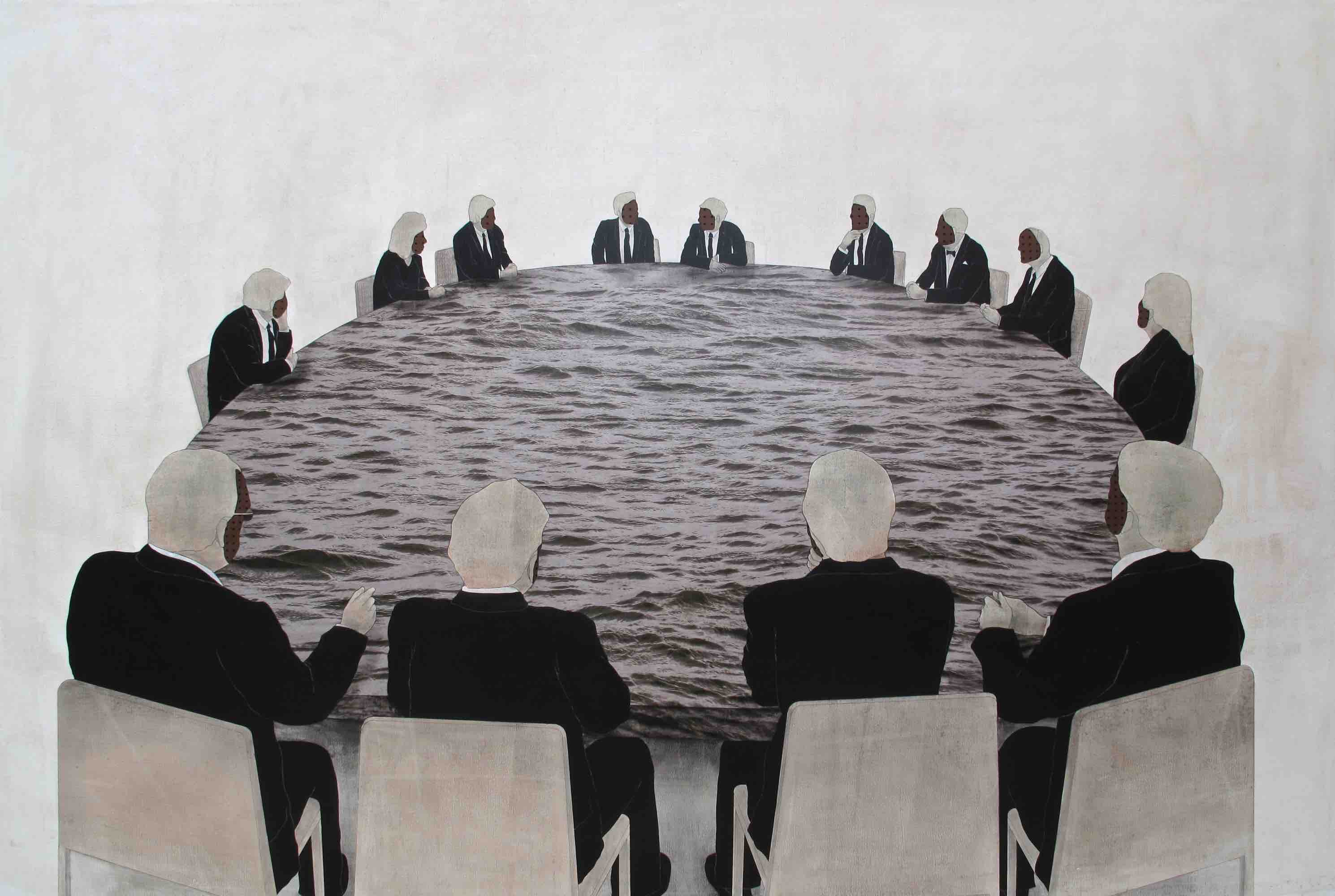
Gaze of hesitation (2003)
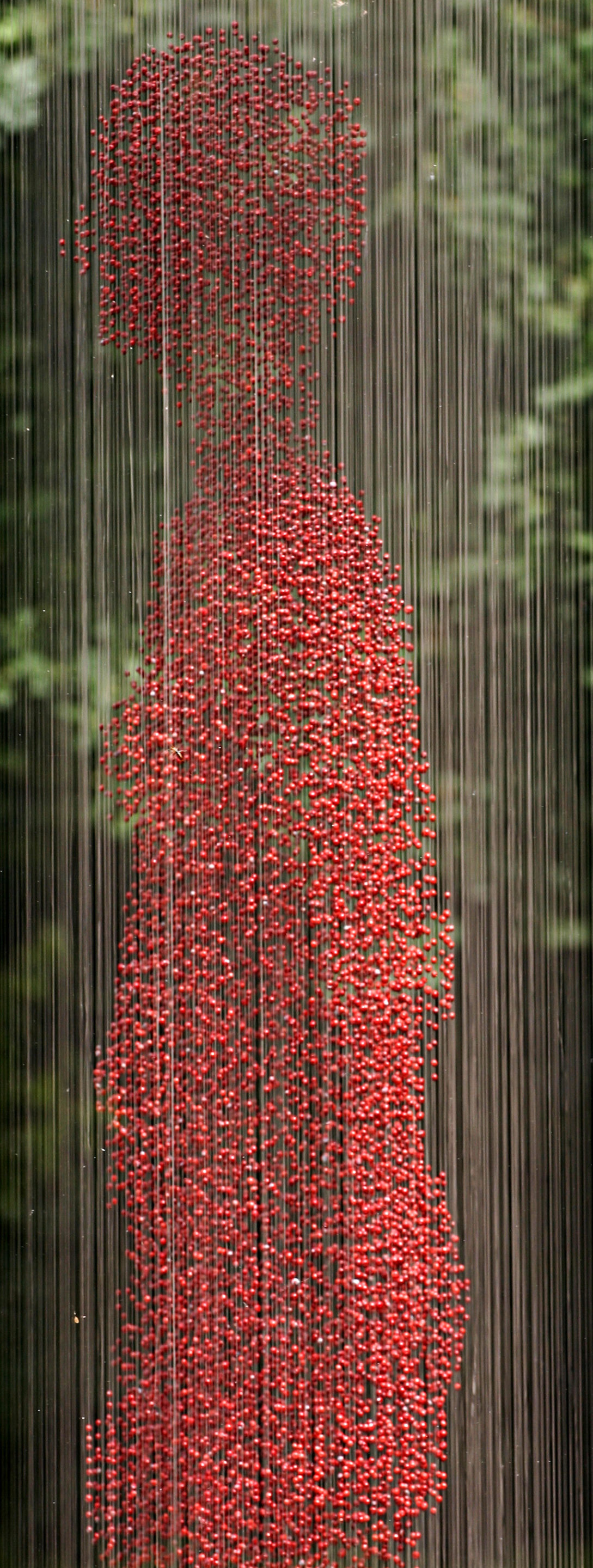
Presence (2005)
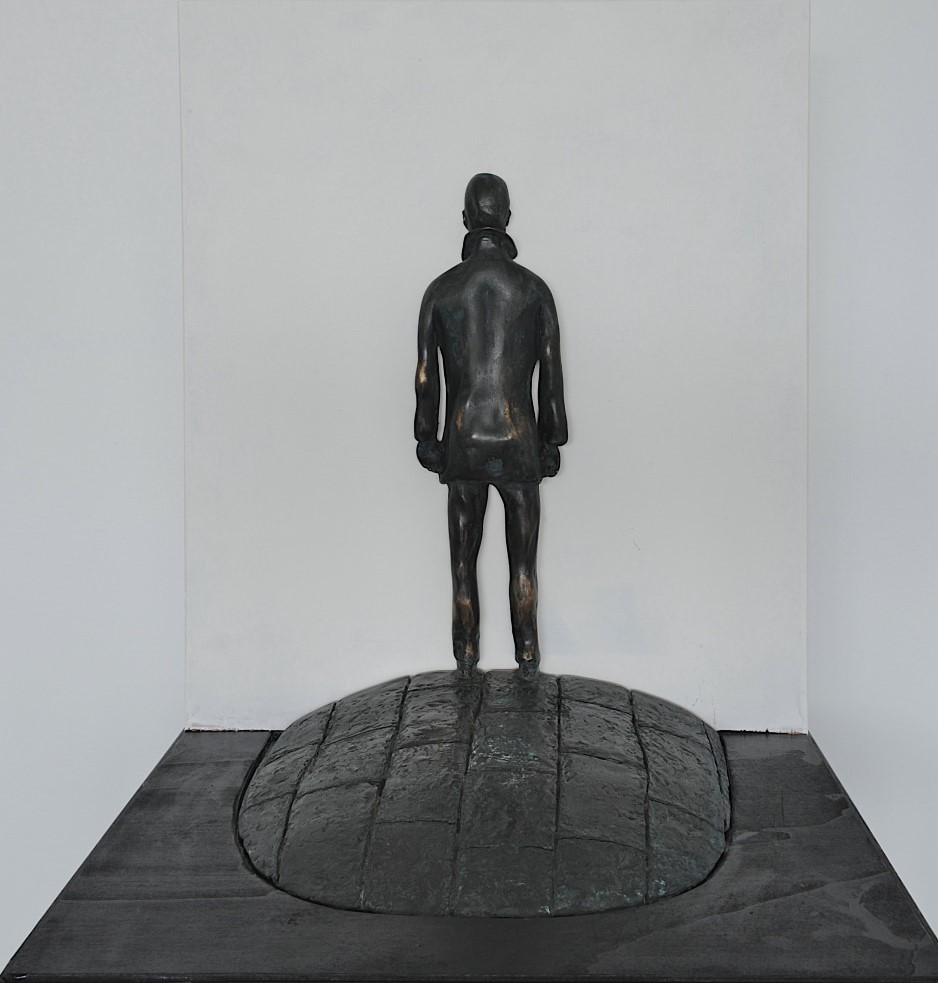
Floating (2009)
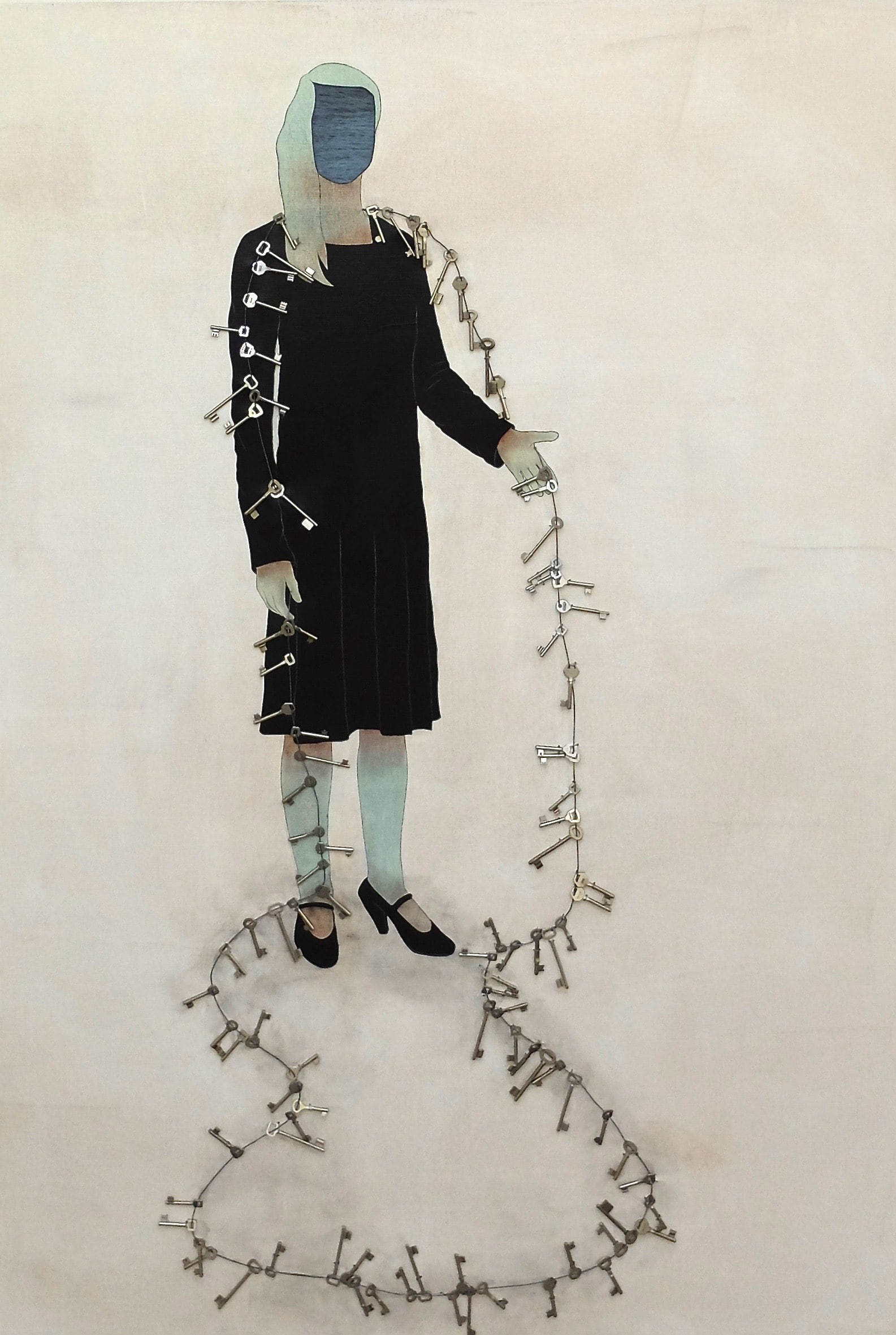
De schrijfster (2019)
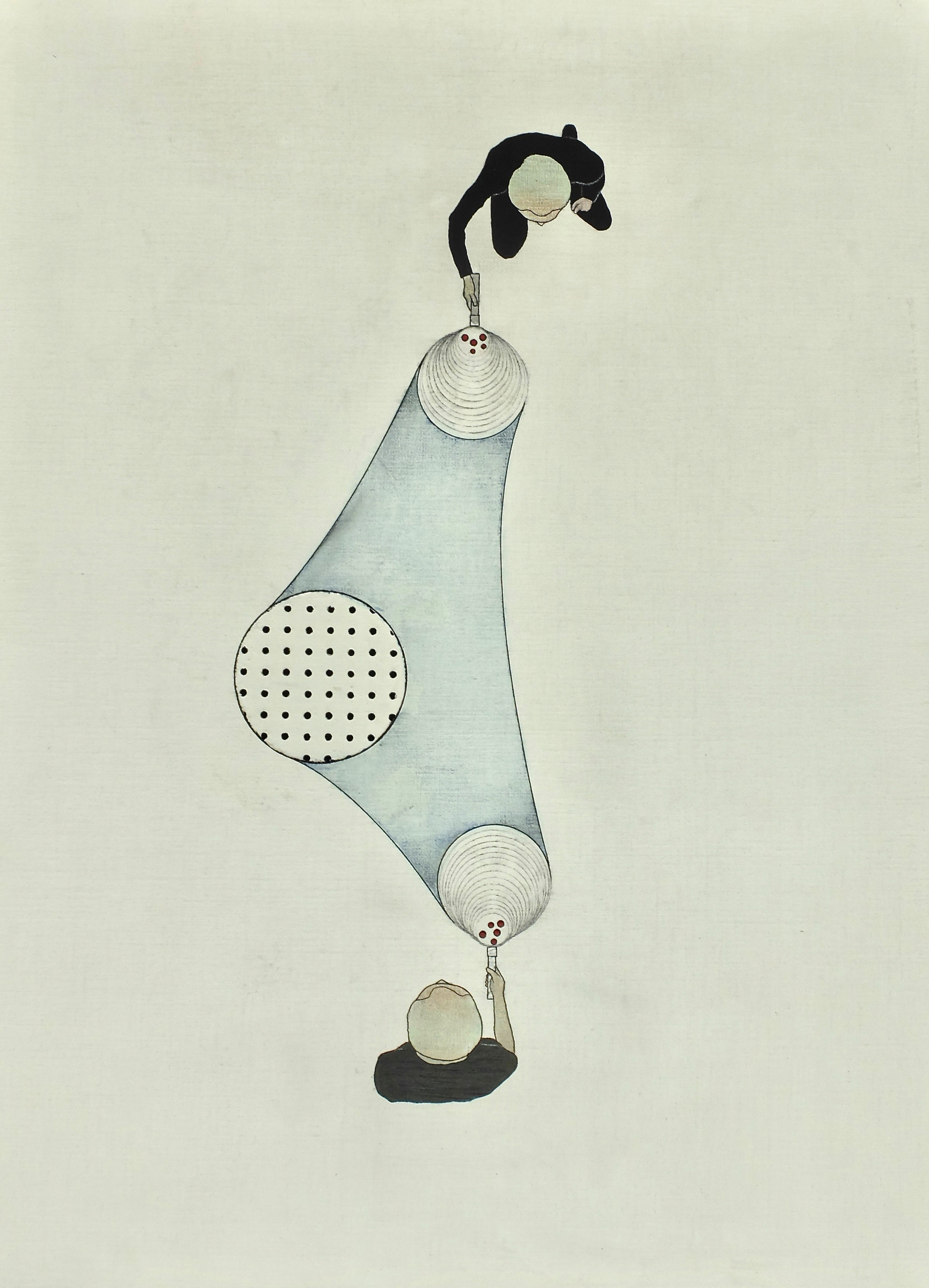
Interaction act IV (2021)